# Tyler Kent
Tyler Gatewood Kent (* 24. März 1911 in Nowchwang, Yingkou, Mandschurei; † 20. November 1988 in Texas) war ein US-amerikanischer Chiffrierer seiner Botschaft in Moskau und London im Zweiten Weltkrieg. Er entwendete Unterlagen des geheimen Postverkehrs zwischen Franklin D. Roosevelt und Marineminister Winston Churchill, um sie Isolationisten oder dem Deutschen Reich zuzuspielen.

## Jugend und Karriere
Kent wurde in China geboren, wo sein Vater William P. Kent US-Konsul war. Die Familie stammte aus Virginia und war mit John Tyler verwandt. Er besuchte die private St. Albans School in Washington, D.C. und anschließend zum Geschichtsstudium die Princeton University, die George Washington University, die Sorbonne (wo er die russische Sprache studierte) und die Universität Madrid. Durch die Tätigkeit seines Vaters trat auch er ins State Department ein und wurde 1933 nach Moskau zum ersten Botschafter der USA in der Sowjetunion, William C. Bullitt entsandt, wo er als Chiffrierer arbeitete. Obwohl er keine kommunistischen Überzeugungen hatte, wurde er während seiner Moskauer Dienstzeit von den sowjetischen Geheimdiensten angeworben.
1939 geriet er unter Verdacht der Spionage für die Sowjetunion. Mangels Beweisen entschied der diplomatische Dienst, ihn nach London zu versetzen, wo er am 5. Oktober 1939 anfing. Churchill, der seit kurzem Erster Lord der Admiralität (Marineminister) geworden war, kommunizierte in der Zeit mit Roosevelt, und beide Männer erwarteten, dass er demnächst Premierminister Großbritanniens werden würde.

### Affäre um die geheime Korrespondenz Churchill–Roosevelt
Als Begleiter eines Ludwig Matthias, der verdächtigt wurde, deutscher Agent zu sein, kam Kent bald nach seiner Ankunft ins Blickfeld der Detektive von Scotland Yard's Special Branch. Als Gast des Russian Tea Room in Süd-Kensington wurde er observiert. Der Club war ein Treffpunkt russischer Exilaristokraten, geführt vom ehemaligen Marineattaché des Russischen Reiches in London, Admiral Nikolai Wolkoff, und seiner Frau, einer früheren Hofdame der Zarin Alice von Hessen-Darmstadt.
Über die Tochter Anna Wolkoff lernte Kent Irene Danischewski kennen, die Frau eines britischen Händlers, der gelegentlich in die Sowjetunion reiste. Das Paar wurde als spionageverdächtig vom Inlandsgeheimdienst MI5 beobachtet. Irene Danischewski wurde Kents Geliebte.
Durch seine Botschaftsarbeit hatte Kent Zugang zu vielen Geheimdokumenten, darunter auch der Korrespondenz Churchills mit Roosevelt. Er begann, die interessanteren Unterlagen mit nach Hause zu nehmen und sich politisch zu engagieren. Seine Ansichten sind nicht sehr bekannt, bewegten sich aber – wie die seines Botschafters Joseph P. Kennedy – auf Linie der Isolationisten, sodass er bereit war, britische Kriegsgegner zu unterstützen.
Anfang 1940 lernte er über Anna Wolkoff das Parlamentsmitglied Archibald Maule Ramsay kennen und trat dessen antisemitischem The Right Club bei. Ramsay übergab Kent, der diplomatische Immunität genoss, die Mitgliederliste des Right Clubs zur Aufbewahrung. Kent lud Wolkoff und Ramsay in seine Wohnung ein und zeigte ihnen die entwendeten Dokumente. Später erklärte er, dass er gehofft hatte, Ramsay würde sie an US-Politiker weitergeben, die gegen Roosevelt opponierten. Am 13. April machte Anna Wolkoff Kopien einiger Dokumente und sandte sie über einen Mittelsmann in der italienischen Botschaft nach Berlin. Eine Überwachung des Funkverkehrs durch den MI8 erbrachte, dass das Material Admiral Canaris, den Chef der deutschen Abwehr erreichte.
Wolkoff bat das Right Club-Mitglied Joan Miller, der sie vertraute, einen verschlüsselten Brief über ihren italienischen Botschaftskontakt an William Joyce zu leiten. Miller, die eine Agentin der Abteilung B5b des MI5 war, stimmte zu, brachte den Brief allerdings zu ihrem Vorgesetzten und späteren Liebhaber Maxwell Knight.

## Verhaftung, Prozess und Urteil
Am 18. Mai 1940 wurde US-Botschafter Joseph P. Kennedy über die Vorgänge informiert und stimmte zu, die Immunität Kents aufzuheben. Bei einer Durchsuchung in Kents Haus am 20. Mai wurde er verhaftet. Das MI5 fand unter den mehr als 1.900 Dokumenten Churchills Telegramme an Roosevelt sowie die Verschlüsselungscodes der Botschaft und das Mitgliedsbuch des Right-Club-Gründers Archibald Ramsay. Die Personen auf dieser Liste standen zum Teil unter Beobachtung von MI5 und Special Branch. Am Tag der Verhaftung hatte die Schlacht um Dünkirchen begonnen, nachdem deutsche Truppen die Kanalküste erreicht hatten. Später sah Kent sich, Ramsay und die anderen Inhaftierten als Bauernopfer, das man als Fünfte Kolonne für die Niederlage von Dünkirchen vor der Öffentlichkeit verantwortlich zu machen gedachte.
Das US-Außenministerium teilte am 31. Mai, elf Tage nach Kents heimlicher Festnahme mit, dass dieser entlassen und „auf Weisung des (britischen) Innenministers (John Anderson, 1. Viscount Waverley) festgenommen“ sei. Es wurde nicht erwähnt, dass er unter dem Official Secrets Act verhaftet wurde. Wegen Verstoßes gegen dieses Gesetz wurde am selben Tag auch Anna Wolkoff inhaftiert.
Am 23. Oktober wurde Kent in geschlossener Sitzung in einem Saal des Old Bailey, dessen Glastüren und Fenster mit braunem Papier verklebt worden waren, angeklagt. Man beschuldigte ihn, sich Dokumente verschafft zu haben, die „direkt oder indirekt für den Gegner nützlich sein können“ und diese Wolkoff überlassen zu haben. Weiter klagte man ihn an, Dokumente aus dem Eigentum Botschafter Kennedys gestohlen zu haben. Der einzige zugelassene Beobachter des Prozesses war Malcolm Muggeridge für den MI6. Zwei der Zeugen gegen Kent waren Maxwell Knight and Archibald Ramsay; letzterer war auf der Isle of Man unter der Defence Regulation 18B inhaftiert, weil er die Dokumente gesehen hatte.
Unter der britischen Zensur drangen kaum Informationen in die USA, so dass es während des Krieges in der US-Presse Spekulationen über die geheimnisvolle Verhaftung eines US-Diplomaten in einem anderen Land gab. Britische Offizielle, die die Geheimdokumente kannten, glaubten, dass, wenn sie zu dieser Zeit bekannt geworden wären, das anglo-amerikanische Verhältnis massiv gestört worden wäre, da sie zeigten, dass Roosevelt verfassungswidrig die Neutralitätsgesetze verletzte, um Großbritannien vor deutscher Eroberung zu bewahren. Zudem hätte es Roosevelts Wiederwahl im selben Jahr verhindert. Churchill wiederum, der bis zum 11. Mai 1940 nur Minister war, umging seinen Regierungschef Neville Chamberlain und das Kabinett.
Im Prozess gab Kent an, auch Geheimdokumente der US-Botschaft in Moskau gesichert zu haben, mit der vagen Vorstellung, diese eines Tages US-Senatoren zu zeigen, die seine isolationistischen, antisemitischen Ansichten teilten. Diese habe er vor dem Verlassen Moskaus verbrannt. Später wurde bekannt, dass er sich in eine Übersetzerin verliebt hatte, die für den NKWD arbeitete, weshalb man sowjetische Kontakte vermutete.
Am 7. November 1940 wurde er zu sieben Jahren Gefängnis verurteilt. Prozess und Inhaftierung Kents sowie die Zusammenarbeit mit US-Behörden ließen isolationistische Gruppen in den USA äußern, dass er mundtot gemacht worden war und der Prozess dazu diente, den Versuch des Kriegseintritts des Landes zu verheimlichen.
Kent, der in Großbritannien als Verräter verurteilt wurde, könnte aus anderer Perspektive auch als amerikanischer Patriot gelten, der von seiner Regierung zum Schweigen gebracht wurde, um die Offenlegung gesetzeswidriger Absprachen zwischen Roosevelt und Churchill während des Sitzkrieges in Europa zu verhindern. Zusammengefasst wurde das 1946 von John H. Snow:

„Wie wir wissen, ist unsere Nation streng in zwei Lager bezüglich der Verantwortung für den Krieg geteilt. Alle Gedanken und Fragen reduzieren sich auf eine Frage. Klar und offen gesagt, lautet sie: ‚Waren Roosevelt und seine Intriganten verantwortlich für Amerikas Kriegseintritt oder nicht?‘ Nicht beide Lager können gleichzeitig recht haben. Die Antwort kann, wie wir glauben, auch nicht dazwischen liegen. Das wäre ein alter Trick und wir sind dessen müde. Er hat niemals Krieg verhindert. Der Kent-Fall selbst wirft viele Fragen auf, aber die Hauptfrage ist – und bleibt – ‚Was war der Inhalt dieser Telegramme?‘ …“

## Nachkriegszeit
Bei Kriegsende wurde Kent in die USA deportiert. Nachdem er eine vermögende Frau geheiratet hatte, publizierte er eine Zeitung, die Verbindungen zum Ku Klux Klan unterhielt. Zwischen 1952 und 1963 war Kent Objekt von sechs ergebnislosen FBI-Untersuchungen. Wegen des geäußerten Antisemitismus war er lange Zeit Zielscheibe der Anti-Defamation League.
Die 1972 als Folge der Watergate-Affäre auch im Kent-Fall veröffentlichten Dokumente bestätigten eine Zusammenarbeit mit den Briten u. a. in Marinefragen. In Telegramm 2727 vom 25. Dezember 1939 informierte Churchill den Präsidenten, dass er deutsche Schiffe in der 3-Meilen-Zone der USA verfolgen werde, jedoch geheim und außerhalb der Küstensicht. Am 28. Februar 1940 wies er darauf hin, dass US-Post auf amerikanischen und neutralen Schiffen zensiert werden würde. Das Bekanntwerden hätte zu dieser Zeit einen Skandal ausgelöst.
Kent starb verarmt 1988 in einer Wohnwagensiedlung in Texas.